# Блэкери, Эмма
Эмма Луиза Блэкери (родилась 11 ноября 1991) — британская певица и видеоблогер. Её основной канал на YouTube насчитывает более 1,3 миллиона подписчиков и более 142 миллионов просмотров.

## Личная жизнь
Эмма Блэкери родилась и выросла в Базилдоне, графство Эссекс. Она является единственным ребёнком Шейлы и Майкла Блэкери, которые развелись, когда ей было тринадцать лет, и девушка осталась жить с отцом. Мать Эммы через время родила двоих детей от других отношений, младших брата и сестру девушки, Фиби и Трэвиса. Дети неоднократно появлялись в YouTube-видео Эммы.

Блэкери посещала школу Бомофорда и колледж SEEVIC.

## YouTube
Первый YouTube-канал Эммы Блэкери назывался «emmaforthewin».

Эмма Блэкери впервые создала свой текущий YouTube канал, изначально называвшийся «emmablackery», но переименованный на «Emma Blackery», в мае 2012. Она переименовала его обратно на «emmablackery» в январе 2015. Первоначально она набирала популярность, читая на камеру книгу «50 оттенков серого», но эти видео спустя время ей пришлось удалить по причине нарушения авторских прав. Её первое видео после «50 оттенков серого» называлось «Zelda or GTFO». Наиболее популярным на её канале является видео «My Thoughts on Google+» ("Мои мысли насчет Google+), имеющее более 3 миллионов просмотров. 
Канал о красоте и образе жизни Boxes of Foxes на данный момент считается закрытым, а все видео скрыты в приватный плейлист, который можно найти в соответствующем разделе на странице канала. Такое решение Эмма объясняет в видео «The End of The Channel! — boxes of foxes» («Конец канала!»), главной причиной стало её желание углубиться в музыку. Позже Эмма переименовала канал в «emmablackery vlogs», где она начала выкладывать видео о своей повседневной жизни.

## Музыка
Первый мини-альбом Эммы Блэкери был выпущен еще до начала её деятельности на YouTube, он назывался Human Behaviour (Человеческое Поведение), Эмма упомянула это в видео, опубликованном 19 ноября 2014, с названием «MY FIRST CRUSH? | Emma Blackery».
В Июле 2013 Блэкери выпустила свой второй мини-альбом, Distance, сопровождаемый музыкальным клипом для главного трека, «Go The Distance». Клип был опубликован на её основном канале и по данным на март 2017 года имеет более 1,5 миллионов просмотров. Альбом достиг No. 1 в чарте iTunes Rock в первую неделю после релиза.
Блэкери выпустила свой третий мини-альбом, Perfect, 11 ноября 2014, на её 23 день рождения, и песня Perfect достигла Британского чарта Рок & Металл Исполнителей в качестве 8 места. 4 апреля 2016 Блэкери объявила о том, что присоединится к туру поп-панк группы Busted в качестве особого гостя в туре Pigs Can Fly 2016.
9 апреля 2016 Эмма выпустила тизер своего нового сингла «Sucks to Be You» на своем сайте. 27 мая 2016 на iTunes выходит четвёртый EP «Sucks to Be You», состоящий из трёх синглов.
16 марта 2017 Блэкери в своём Твиттере сделала анонс тура по Великобритании — «Magnetised», где планирует выступить с новыми песнями, которые впоследствии окажутся на следующей пластинке певицы.